# Habé (Île)
 (mai 2024).
L'île Habe est une île située dans le village de Wambi, dans le district de Merauke en Papouasie du Sud. L'île Habe est située dans les eaux de la mer d'Arafura et fait partie des iles extérieures d'Indonésie selon le décret présidentiel no 6 de 2017.

## Caractéristiques
La surface de l'île Habe est constitué de sable blanc et de fragments de corail, ce qui la différencie des autres îles du district de Merauke qui sont généralement boueuses. L'île Habe est connue pour avoir une statue du Christ Roi de 29 mètres de haut, semblable à la statue de Jésus-Christ à Rio de Janeiro, au Brésil.

## Accessibilité
Il existe deux façons d'atteindre l'île Habe, à savoir en utilisant un hors-bord depuis le port de Yos Sudarso à Merauke avec un temps de trajet de 4 heures ou par voie terrestre depuis la ville de Merauke jusqu'au village de Wambi, puis en continuant en hors-bord pendant 30 minutes.